# Ulvåkers IF
Ulvåkers IF, bildad 1946, är en idrottsförening i Skövde kommun i Sverige. Klubben bedriver fotboll för herrar, och spelar sina hemmamatcher på Åbrovallen i Ulvåker. Herrseniorlaget har bland annat haft Skövde AIK och IFK Skövde som stora derbyrivaler.  Matchstället är röd-svart randig tröja, svarta byxor, svarta strumpor. 
I oktober 2007 kvalade laget upp till Division 3 (femte högsta divisionen) efter att ha vunnit den kvalgrupp man gått till från Division 4. I kvalgruppen mötte man Vetlanda FF, Alingsås IF och Berga.
Ulvåkers IF arrangerar Ulvacupen, en av Sveriges största 7-mannaturneringar på gräs för pojkar och flickor i åldern 10-12 år. Denna turnering går av stapeln varje år helgen innan midsommar. Den spelas på 18 spelplaner, och 288 lag deltar. Deras idrottsplats har fyra 11-mannaplaner på gräs, två 7-mannaplaner på gräs, en grusplan och en inomhushall med konstgräs.